# Élections sénatoriales de 1998 dans le Territoire de Belfort
L'élection sénatoriale dans le Territoire de Belfort a eu lieu le dimanche 27 septembre 1998. 
Elle a eu pour but d'élire le sénateur représentant le département du Territoire de Belfort pour un mandat de neuf années.

## Contexte départemental
Lors des élections sénatoriales du 24 septembre 1989 dans le Territoire de Belfort, un sénateur a été élu, Michel Dreyfus-Schmidt (PS).
Depuis, tous les effectifs du collège électoral des grands électeurs ont été renouvelés, avec les élections législatives françaises de 1997, les élections régionales françaises de 1998, les élections cantonales de 1994 et 1998 et les élections municipales françaises de 1995.

## Rappel des résultats de 1989
|                | Michel Dreyfus-Schmidt | PS             | 209 | 80,05  |  |  |
|                | Jean Rosselot          | RPR            | 47  | 13,39  |  |  |
|                | Serge Grasseler        | PCF            | 15  | 4,27   |  |  |
|                | Bernard Boisumeau      | FN             | 8   | 2,28   |  |  |
|                |                        |                |     |        |  |  |
| Inscrits       | Inscrits               | Inscrits       | 357 | 100,00 |  |  |
| Abstentions    | Abstentions            | Abstentions    | 2   | 0,56   |  |  |
| Votants        | Votants                | Votants        | 355 | 99,44  |  |  |
| Blancs et nuls | Blancs et nuls         | Blancs et nuls | 4   | 1,13   |  |  |
| Exprimés       | Exprimés               | Exprimés       | 351 | 98,32  |  |  |

## Sénateur sortant
| Sénateur | Sénateur               | Parti | Fonctions lors de l'élection en 1989              |
| -------- | ---------------------- | ----- | ------------------------------------------------- |
|          | Michel Dreyfus-Schmidt | PS    | Sénateur sortant, conseiller municipal de Belfort |

## Présentation des candidats
Le seul représentant du Territoire de Belfort est élu pour une législature de 9 ans au suffrage universel indirect par les 354 grands électeurs du département. 
Au Territoire de Belfort, le sénateur est élu au scrutin majoritaire à deux tours.
| Candidats | Candidats               | Parti | Principale fonction                                  |
| --------- | ----------------------- | ----- | ---------------------------------------------------- |
|           | François Bloc           | PCF   | Conseiller municipal de Belfort                      |
|           | Michel Plomb            | MDC   | Adjoint au maire de Beaucourt                        |
|           | Michel Dreyfus-Schmidt  | PS    | Sénateur sortant, conseiller municipal de Belfort    |
|           | Marie-Christine Peureux | RPR   | Conseillère municipale de Belfort                    |
|           | Michel Algrin           | FN    | Conseiller régional, conseiller municipal de Belfort |

## Résultats
|                | Michel Dreyfus-Schmidt  | PS             | 208 | 59,60  |  |  |
|                | Michel Plomb            | MDC            | 91  | 26,07  |  |  |
|                | Marie-Christine Peureux | RPR            | 34  | 9,74   |  |  |
|                | François Bloc           | PCF            | 11  | 3,15   |  |  |
|                | Michel Algrin           | FN             | 5   | 1,43   |  |  |
|                |                         |                |     |        |  |  |
| Inscrits       | Inscrits                | Inscrits       | 354 | 100,00 |  |  |
| Abstentions    | Abstentions             | Abstentions    | 2   | 0,56   |  |  |
| Votants        | Votants                 | Votants        | 352 | 99,44  |  |  |
| Blancs et nuls | Blancs et nuls          | Blancs et nuls | 3   | 0,85   |  |  |
| Exprimés       | Exprimés                | Exprimés       | 349 | 99,15  |  |  |